# Adam Wassiljewitsch Olsufjew

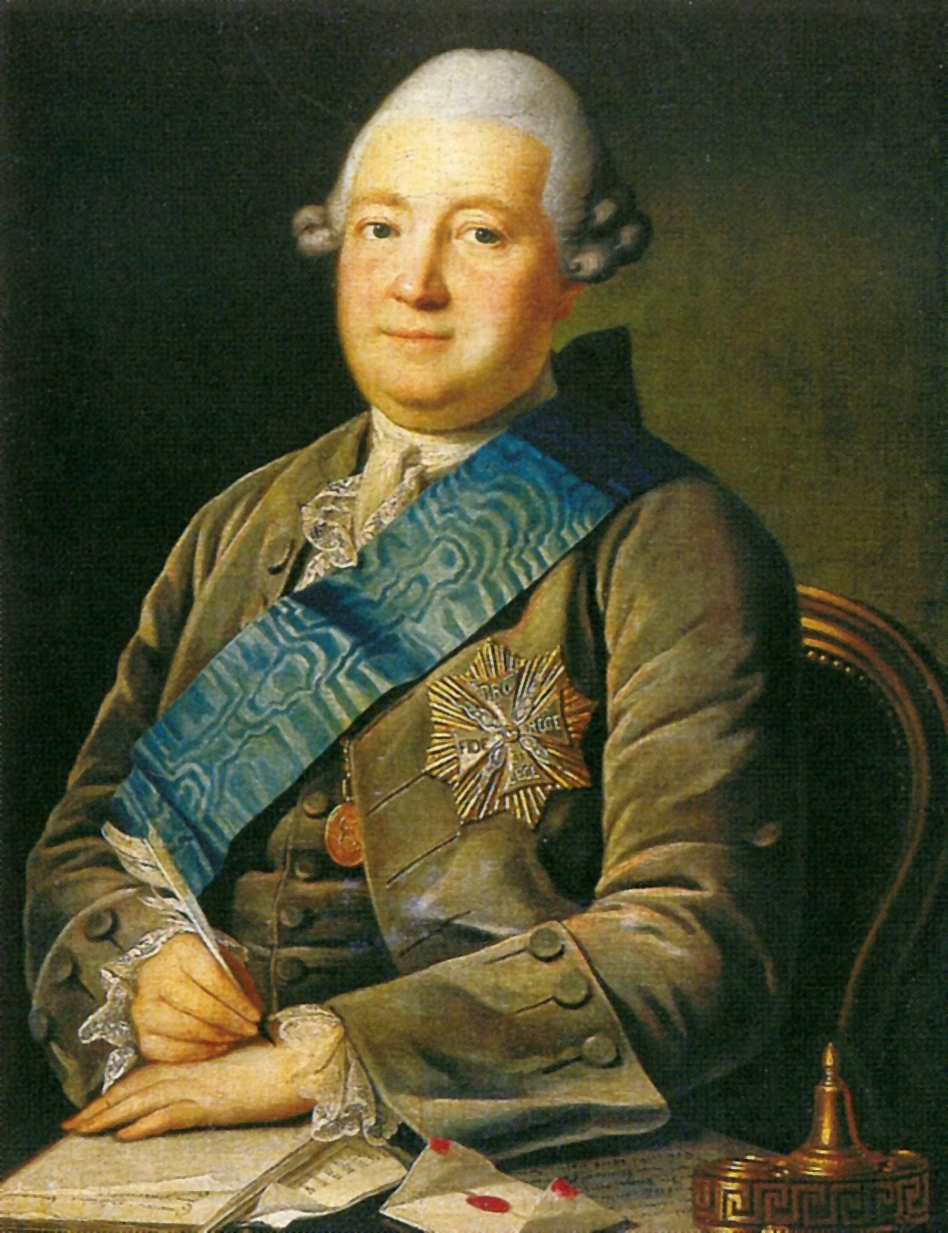
Adam Wassiljewitsch Olsufjew 1773, Werk des Porträtmalers Carl Ludwig Johann Christineck, Regionale Kunstgalerie Twer

Adam Wassiljewitsch Olsufjew (russisch Адам Васильевич Олсуфьев, zeitgenössische Transkription: Olsufieff; * 16. Januarjul. / 27. Januar 1721greg. in Moskau; † 27. Junijul. / 8. Juli 1784greg. ebenda) war ein russischer Aufklärer, Kabinettsminister und Staatssekretär unter Katharina II., Schriftsteller, Förderer von Oper und Theater.

## Leben und Wirken

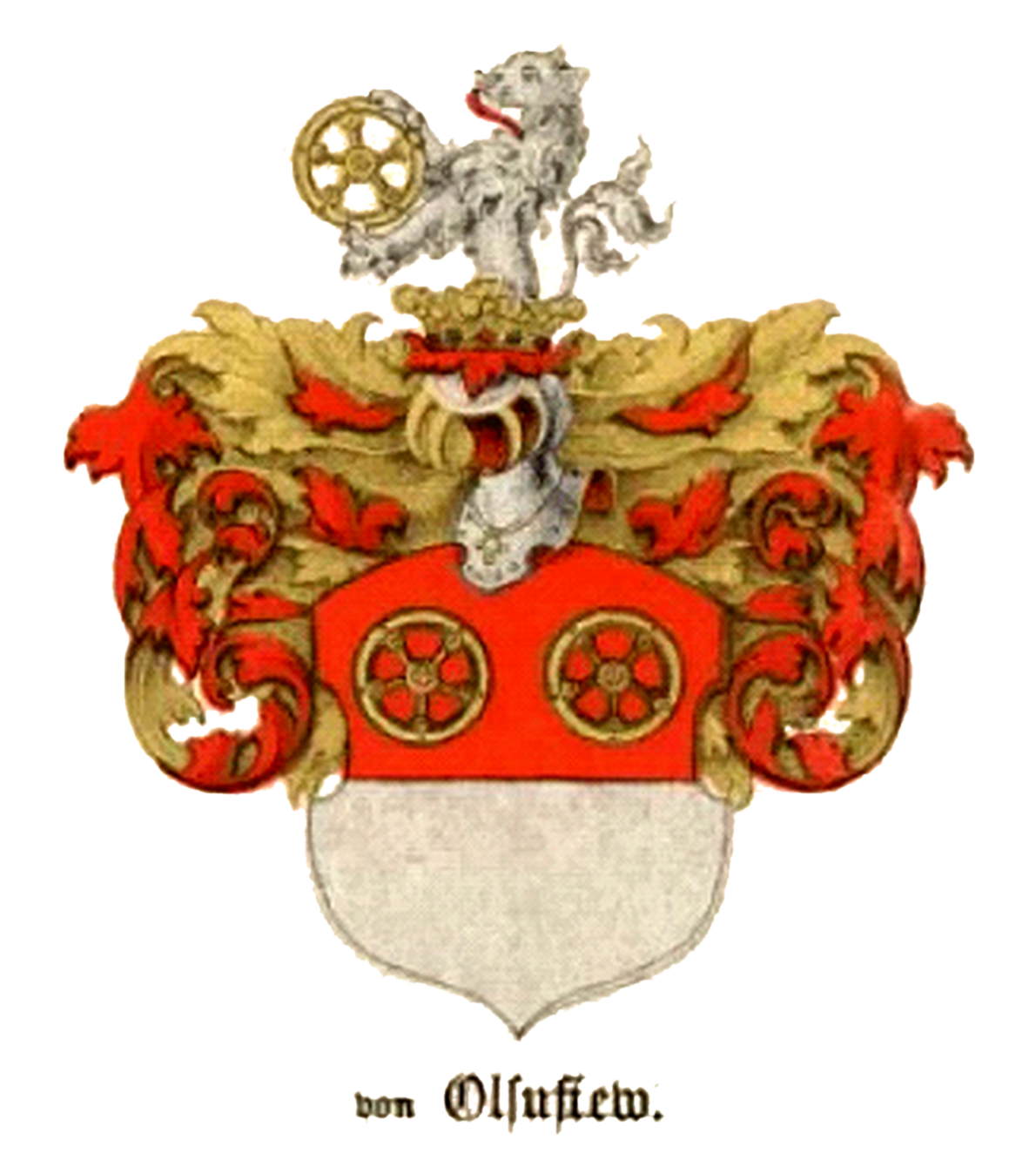
Wappen der Familie Olsufjew

Olsufjew war der Sohn des Ober-Hofmeisters am Hofe Peters I. Wassili Dmitrijewitsch Olsufjew (russisch Василий Дмитриевич Олсуфьев, 1680 oder 1685–1723), und seiner aus Schweden stammenden Frau Eva Ivanovna, geb. Golender. Den in Russland wenig gebräuchlichen Namen Adam erhielt er auf Wunsch Peters I., seines Taufpaten.
Am 17. Februar 1732, dem Tag der Eröffnung, trat er in das Erste Kadettenkorps in St. Petersburg (russisch Первый кадетский корпус) ein. Hier wurden nicht nur Offiziere für die Armee ausgebildet, sondern auch Beamte für den Staatsdienst, weil das Korps neben der Akademie der Wissenschaften die einzige staatliche Bildungsanstalt von Rang war, an der auch Sprachen und Literatur gelehrt wurden. In den 7 Jahren seiner Ausbildung fiel Olsufjew durch seine Talente und Sprachkenntnisse auf. Als während des Russisch-Österreichischen Türkenkriegs Feldmarschall Burkhard Christoph Graf von Münnich im Jahr 1739 beim Korps einen Kadetten mit Fremdsprachenkenntnissen anforderte, fiel die Wahl auf Olsufjew. Er wurde zum Leutnant befördert und Münnich unterstellt, um im Hauptquartier in Kiew dessen Auslandskorrespondenz zu führen. Im Diplom, das Olsufijew vom Korps erhielt, werden seine Bildungserfolge beschrieben:
Er verfasst sehr ordentlich lateinische, französische sowie deutsche Briefe und übersetzt ausgezeichnet aus dem Stegreif vom Deutschen ins Französische; er hat einen Abschluss in Universalgeschichte, hat ordentlich geantwortet und kennt außerdem einige Spezialgebiete; in Geographie hat er alle Karten absolviert und kennt sich hervorragend aus; malt … sehr gut; in der Logik gelangte er bis zu Syllogismen und antwortete ordentlich; in Naturrecht antwortete er sicher; Abschluss in Arithmetik; tanzt Menuett; im Fechten am Anfang.
Mit dem Ende des Krieges wechselte Olsufjew für mehrere Jahre in den diplomatischen Dienst und wurde Sekretär der russischen Botschaft in Kopenhagen und Stockholm unter dem Gesandten Johann Albrecht von Korff. Er heiratete 1741 die dänische Aristokratin Sofia Amalia Tuxen (1723–1751), die Ehe blieb kinderlos. In der Stockholmer Zeit besuchte er Vorlesungen an der Universität Uppsala. Olsufijew kehrte 1746 nach Russland zurück, erhielt den Rang eines Hofrats, und wurde unter Kanzler Alexej Petrowitsch Bestuschew-Rjumin Beamter am Kollegium für Auswärtige Angelegenheiten (russisch Коллегия иностранных дел). Zu seinen Aufgaben gehörte insbesondere die offizielle Korrespondenz der Prinzessin Katharina Alexejewna (der späteren Kaiserin Katharina II.) mit ihrer Mutter Johanna Elisabeth von Schleswig-Holstein-Gottorf. Den Briefwechsel hatte Kaiserin Elisabeth 1746 verboten, weil sich die Mutter bei ihrem Aufenthalt am russischen Hof in zahlreiche Intrigen verstrickt und der Spionage für Friedrich II. verdächtig gemacht hatte. 1748 erlaubte Olsufjew einige persönliche Zeilen Katharinas in einem Brief und geriet dadurch in dienstliche Schwierigkeiten. In ihren Memoiren schreibt Katharina: „dass man Herrn Olsufieff fast ein Verbrechen daraus gemacht habe, daß ich ihm einige Zeilen geschickt mit der Bitte, dieselben in einen Brief an meine Mutter einzulegen“.
1752 heiratete er Maria Wassiljewna Saltykowa, die Schwester von Sergei Wassiljewitsch Saltykow, der ihn auch bei der Großfürstin Katarina Alexejewna einführte, so dass er schon bald zum Kreis ihrer Anhänger gehörte.
1756 erhielt Olsufjew die Beförderung zum ordentlichen Staatsrat, wurde Mitglied des Kollegiums für Auswärtige Angelegenheiten und schließlich persönlicher Sekretär der Kaiserin Elisabeth. Er übernahm zunehmend Aufgaben des greisen Kabinettsministers Iwan Antonowitsch Tscherkassow (russisch Иван Антонович Черкасов, 1692–1758), verwaltete das persönliche Einkommen der Kaiserin und die Einnahmen der sibirischen Gold- und Silberminen. Nach Tscherkassows Tod nahm Olsufjew seinen Platz als Kabinettsminister ein. Er bekam den Rang eines Geheimrats und wurde mit dem Alexander-Newski-Orden ausgezeichnet, dem zweithöchsten Orden des Russischen Kaiserreichs. Am Ende von Elisabeths Regierungszeit bewies Olsufjew großes Fingerspitzengefühl im Umgang mit den rivalisierenden Parteien. So überstand er unbeschadet die kurze Herrschaft Peters III., die mit dem Staatsstreich Katharinas II. endete.
Nach der Thronbesteigung Katharinas II. (3. Oktober 1762) blieb er Kabinettsminister (bis an das Ende seines Lebens) und übernahm die Leitung der kaiserlichen Privatkanzlei. Zu seinen Aufgaben gehörten geheime Anweisungen an die Gouverneure, öffentliche und private Angelegenheiten der Kaiserin einschließlich ihrer Finanzen. Er war weiterhin bei den Sitzung des Kollegiums für Auswärtige Angelegenheiten anwesend, nahm die Petitionen an den Höchsten Namen entgegen, d. h. Eingaben der Bevölkerung an die Kaiserin in Fragen des Gerichts, der Verwaltung und der Gesetzgebung, und leitete von 1764 bis 1766 die Kaiserliche Porzellanmanufaktur. Ab 1764 war er Senator und gehörte von 1767 bis 1778 zur 1. Abteilung des Regierenden Senats. Zu dieser Zeit hatte der Senat keine Gesetzesinitiative mehr, sondern war ein Kontrollorgan für die Arbeit des Staatsapparats und des obersten Gerichts. Die 1. Abteilung kontrollierte die Organe in St. Petersburg und stand unter Leitung des Generalstaatsanwalts.
Mit ihrer Großen Instruktion von 1767 (russisch Наказ Екатерины II.) veröffentlichte Katharina den Leitfaden für die Arbeit einer Kommission, die innere Reformen und ein neues Gesetzbuch erarbeiten sollte. In diesem Zusammenhang wurde 1768 beim Senat die sog. Spezielle Städtekommission gegründet und Olsufjew in das Direktorium gewählt. Die Städtekommission hatte den Auftrag, umfassende Informationen über die Städte im Reich einschließlich der Meinungen ihrer Bewohner einzuholen. Die Arbeiten zogen sich bis 1775 hin. Zwischen 1776 und 1782 untersuchte Olsufjew Amtsmissbrauch und Gesetzesverstöße, unter anderem vor Ort bei der Provinzkanzlei von Tobolsk, und legte dem Senat mehrere Untersuchungsberichte darüber vor. Meinungsverschiedenheiten mit hochrangigen Beamten und dem Generalstaatsanwalt Alexander Alexejewitsch Wjasemski zwangen den unnachgiebigen Olsufjew, die Kaiserin zu bitten, ihn von der Anwesenheit im Senat zu befreien.
Als 1782 Unregelmäßigkeiten bei den seit langem defizitären kaiserlichen Theatern aufgedeckt wurden, stellte die Kaiserin Olsufjew an die Spitze eines Komitees, das die administrativen und finanziellen Aspekte der Theaterverwaltung regeln und die Situation der Künstler verbessern sollte. Über diesen Arbeiten starb Olsufjew.
Die Zeitgenossen porträtierten Olsufjew als einen sehr intelligenten, geselligen Menschen, der nicht aktiv am Kampf der Günstlinge teilnahm. Als Johann Bernoulli 1778 St. Petersburg besuchte, hörte er von Johann Albrecht Euler die folgende Charakterisierung Olsufjews: „Dies ist ein Mann von herausragenden Fähigkeiten, der nicht nur verschiedene Sprachen beherrscht, sondern auch Dialekte von ihnen in großer Perfektion; er liebt besonders deutsche Gedichte der alten Zeit. Ich sah bei ihm einen Teil seiner schönen Sammlung von Stichen.“

## Literarische und wissenschaftliche Tätigkeit
Olsufjew liebte ein ruhiges, freies Leben, besaß großen Witz und widmete seine Freizeit gern der Musik, dem Theater und der Literatur. Er sprach fließend Französisch, Deutsch, Englisch, Italienisch, Schwedisch und Dänisch, war mit ausländischer Literatur gut vertraut, schrieb selbst satirische Werke und übersetzte viele ausländische Autoren, ließ jedoch sehr wenig drucken. Die italienischen Opern, die er übersetzte, wurden am Hof der Kaiserin Elisabeth gespielt. Nach seinem Tode gerieten seine literarischen Werke bald in Vergessenheit.
1765 gehörte er zu den Gründern der Freien Ökonomischen Gesellschaft zu Sankt Petersburg und wurde 1769 und 1773 zu ihrem Präsidenten gewählt. Die Gesellschaft „stellte, wenn man so will, einen brain trust der Aufklärung mit einem über ganz Europa reichenden Netzwerk dar. Diese Gesellschaft, die das Jahrhundert der Aufklärung in ihren Gründungsstatuten als das »ökonomische Jahrhundert« bezeichnete, verschrieb sich unter Hinweis auf ähnliche Anstrengungen in Dänemark und Schweden wesentlich der Förderung des Agrarsektors.“ Olsufjew war Ehrenmitglied der Akademie der Künste. 1783 wählte die Akademie der Wissenschaften ihn ebenfalls zum Ehrenmitglied.
Olsufjew muss Mitglied einer Petersburger Freimaurerloge gewesen sein, wie aus der Grabinschrift seines Sohnes Alexej Adamowitsch hervorgeht, der 1781 als Lufton, d. h. als Sohn eines Freimaurers, in die Loge Concordia in St. Petersburg aufgenommen wurde.
Gemeinsam mit dem Historiker Gerhard Friedrich Müller beteiligte sich Olsufjew 1783–1784 im Auftrag der Kaiserin an der Materialsammlung für ihre „Notizen zur russischen Geschichte“ (russisch Записок касательно российской истории) und an der Endredaktion des vierten Bandes von Tatitschews Russischer Geschichte (russisch Российская История). Dabei mussten die beiden Herausgeber dem Problem Rechnung tragen, dass in Moskau und Petersburg voneinander abweichende Handschriften zur Verfügung standen. Eine weitere Schwierigkeit tat sich auf, als der Verleger Nikolai Iwanowitsch Nowikow die Kosten für das Projekt als zu hoch ansah bei der zu erwartenden geringen Nachfrage im Russischen Reich. Schließlich übernahm das kaiserliche Kabinett die Druckkosten für eine Auflage von 1200 Exemplaren, die 1784 nicht bei Nowikow, sondern im Verlag der Petersburger Akademie erschienen.
Seit 1770 beherbergte Olsufjews Haus in Moskau eine Galerie italienischer und holländischer Gemälde sowie eine Sammlung von etwa 70.000 Stichen, die beim Brand von Moskau 1812 zum größten Teil vernichtet wurden. Erhalten blieb eine Sammlung russischer Porträts und russischer Volksbilderbogen (Lubok). Diese Bögen waren oft von besserer Qualität, weil Olsufjew sie auf Spezialpapier, teils auch von alten Platten drucken ließ. Sie sind jetzt im Bestand der Russischen Nationalbibliothek.
Die Briefe von Katharina II. an Adam Wasiljewitsch Olsufjew (russisch Письма Екатерины II к Адаму Васильевичу Олсуфьеву 1762–1783) wurden 1863 veröffentlicht.

## Familie und Kinder
- 1. Ehe 1741 mit der dänischen Aristokratin Sofia Amalia Tuxen (1723–1751), kinderlos
- 2. Ehe 1752 mit Maria Wassiljewna Saltykowa (1728–1792), Hofdame bei Kaiserin Elisabeth, Tochter von Wassili Fjodorowitsch Saltykow

Aus der 2. Ehe gingen 4 Söhne und 3 Töchter hervor.
- Sofia Adamowna (1753–1786), war die erste Ehefrau von Oberstleutnant Michail Petrowitsch Devier
- Sergei Adamowitsch (1755–1818), studierte ab 1769 an der Universität Leipzig, Generalmajor, war ab 1780 mit der Hofdame Ekaterina Iwanowna Moltschanowa (1758–1809) verheiratet, einer der besten Absolventinnen des Smolny-Instituts
- Maria Adamowna (1757–1820), war seit 1777 mit ihrem Cousin mütterlicherseits, dem Stallmeister Prinz N. A. Golizyn (1751–1809), verheiratet. Diese Ehe war eine der ersten Ehen zwischen Verwandten, die in Russland erlaubt wurden, als Präzedenzfall diente die Ehe von Fürst G. G. Orlow mit seiner Cousine Lukerja Iwanowna Sinowjewa.
- Natalia Adamowna (1758–1826), Patentochter von Prinz A. D. Golizyn und Tante von Prinzessin A. V. Gagarina; war ab 1782 verheiratet mit Grigori Pawlowitsch Kondoidi.
- Alexej Adamowitsch (1763–1838), Gutsbesitzer und Philanthrop in Dresden
- Wladimir Adamowitsch
- Dmitri Adamowitsch (1769–1808), wirklicher Staatsrat und Träger des Ordens des Heiligen Wladimir 3. Grades, verheiratet mit Daria Alexandrowna Delizyna (1761–1828), der unehelichen Tochter des Vizekanzlers Fürst A.M. Golizyn und der ungarischen Gräfin Klupfel

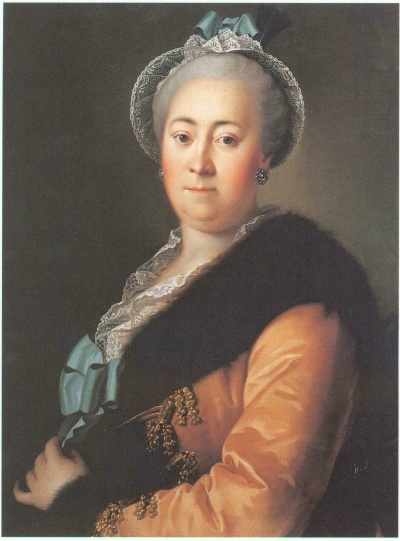
Maria Wasiljewna, Ehefrau
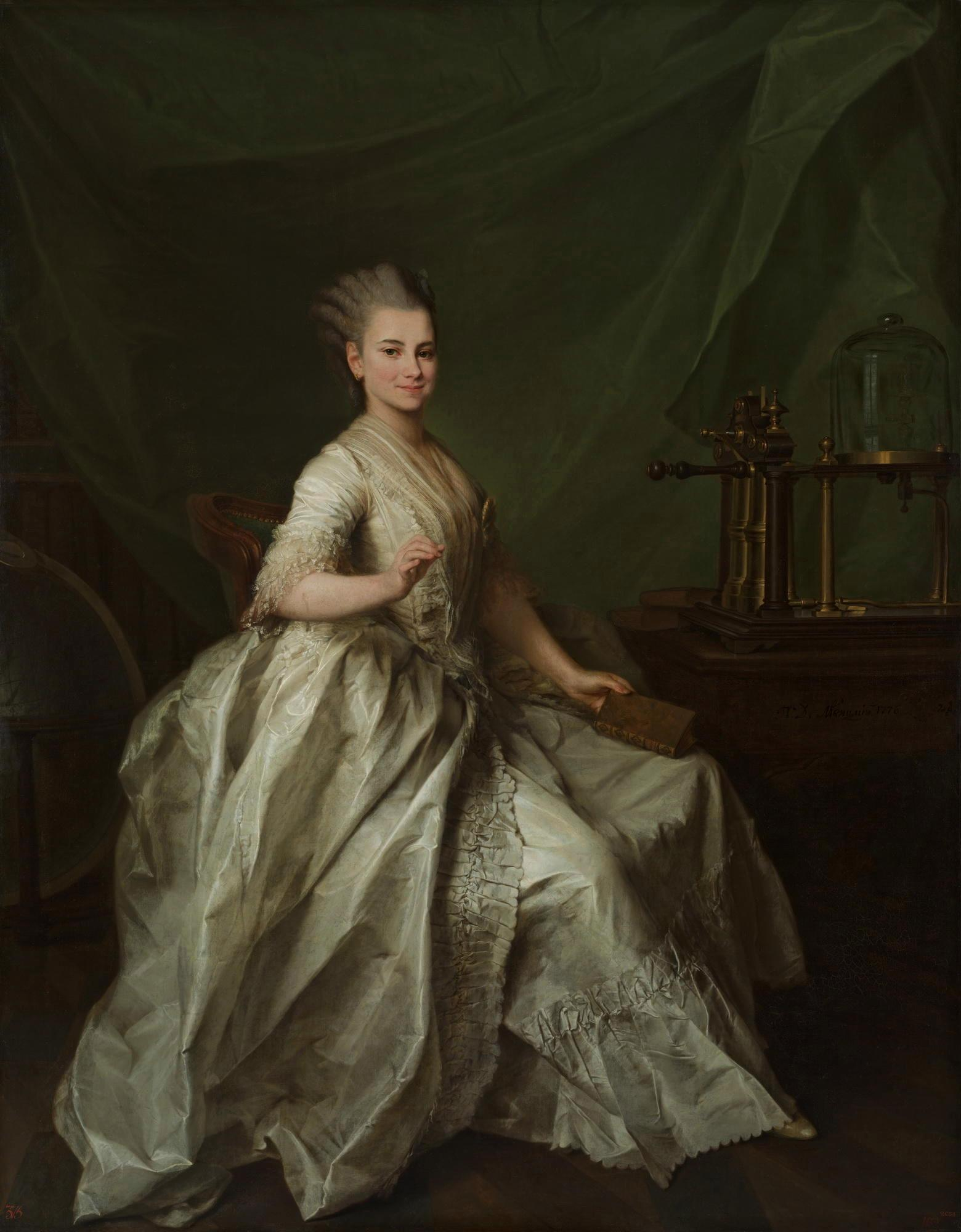
Ekaterina Iwanowna, Schwiegertochter
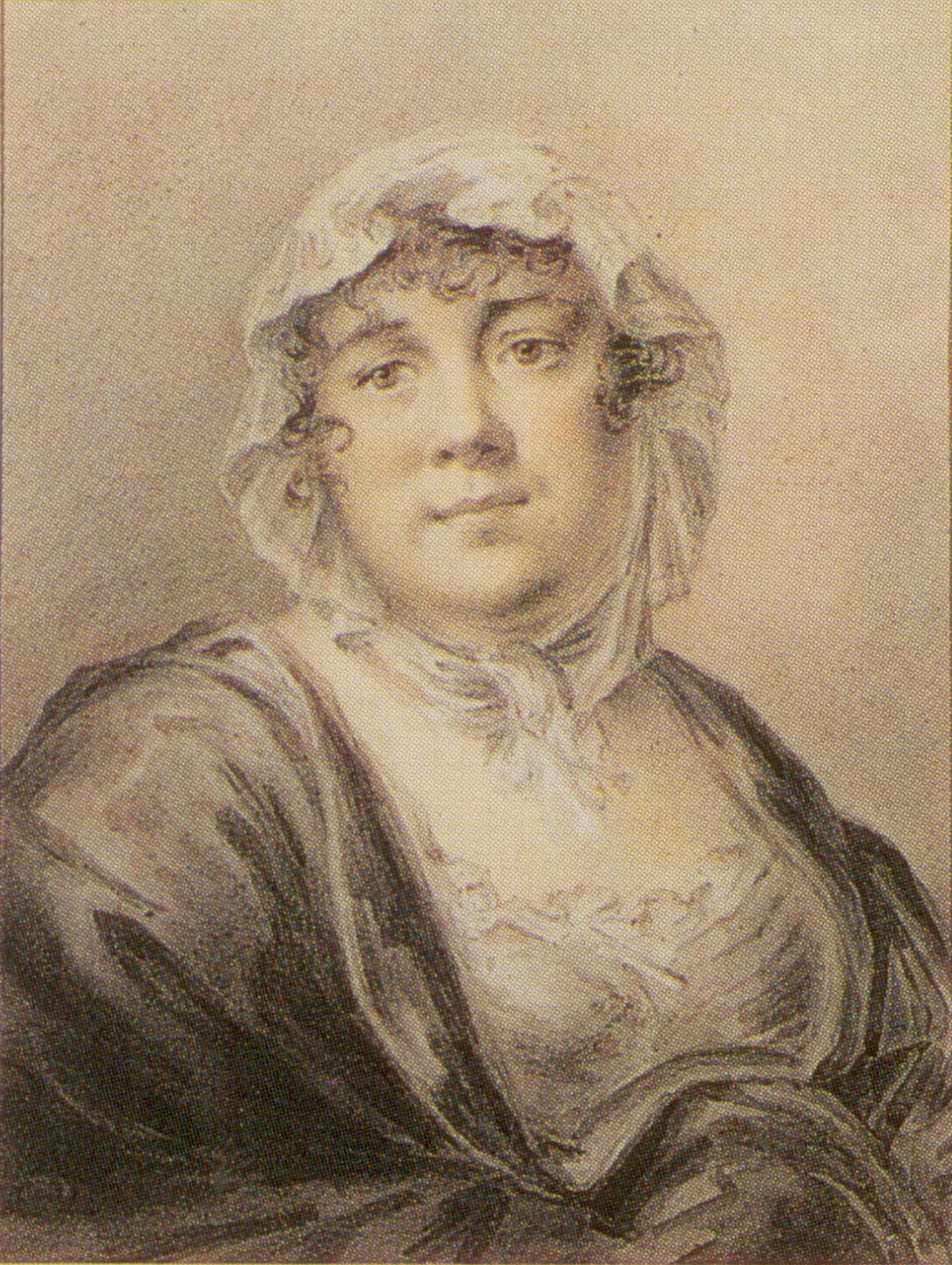
Maria Adamowna, Tochter
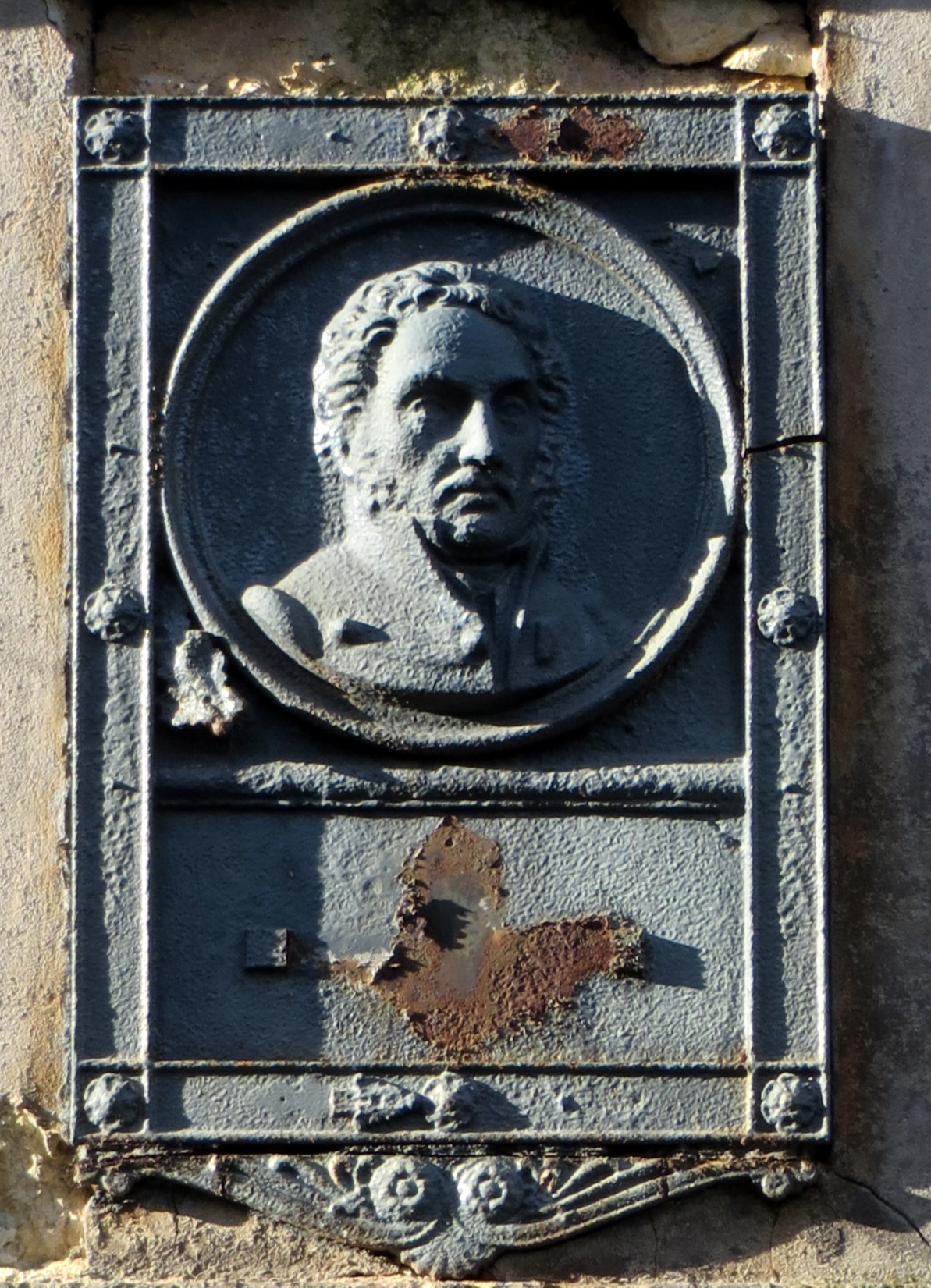
Alexej Adamowitsch, Sohn
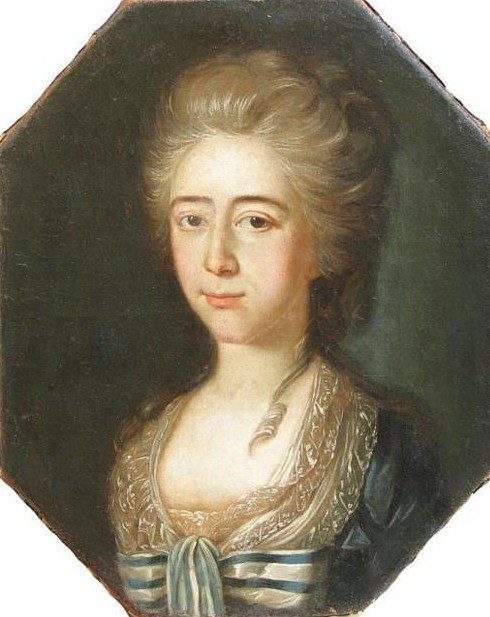
Daria Alexandrowna, Schwiegertochter
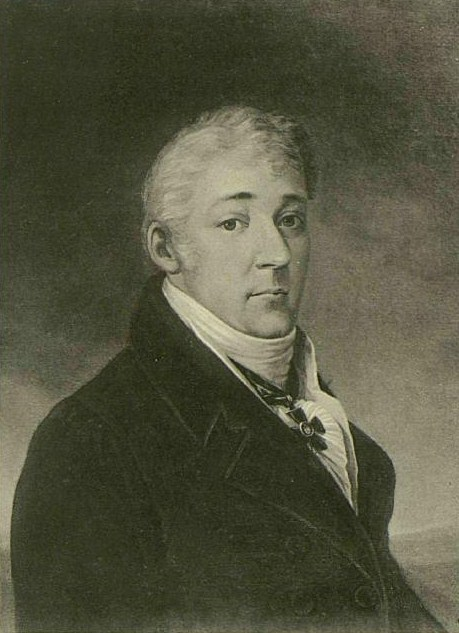
Dmitri Adamowitsch, Sohn